# Nunatak Semënova
Nunatak Semënova är en nunatak i Antarktis. Den ligger i Östantarktis. Storbritannien gör anspråk på området. Toppen på Nunatak Semënova är 1 178 meter över havet, eller 1 meter över den omgivande terrängen. Bredden vid basen är 0,09 km.
Terrängen runt Nunatak Semënova är platt. Trakten är obefolkad. Det finns inga samhällen i närheten.